# Parastacilla bakeri
Parastacilla bakeri är en kräftdjursart som beskrevs av Hale 1924. Parastacilla bakeri ingår i släktet Parastacilla och familjen Arcturidae. Inga underarter finns listade i Catalogue of Life.